# Czego się boją faceci, czyli seks w mniejszym mieście
Czego się boją faceci, czyli seks w mniejszym mieście – polski serial komediowy realizowany w latach 2003–2005, emitowany od 12 września 2003 do 16 czerwca 2005 w stacji telewizyjnej Polsat.
Na pomysł scenariusza tej produkcji wpadli Tomasz Solarewicz i Grzegorz Kempinsky. Pierwsze trzy odcinki wyreżyserował właśnie Kempinsky, kolejne – Wiktor Grodecki, a II i III serię reżyserował Maciej Żak. Oprócz Solarewicza i Kempinsky’ego scenariusze poszczególnych odcinków pisali też Adam Bauman, Patryk Gołębiowski i Krzysztof Szajko.

## O serialu
Głównym bohaterem jest Gustaw Milski (w tej roli Cezary Pazura), około 40-letni kawaler, który stale szuka tej jednej jedynej prawdziwej miłości; jednak bezustannie wplątuje się w niezbyt szczęśliwe związki. Osią akcji są kolejne przygody Gustawa i jego przyjaciół (Wojciech Błach, Tomasz Sapryk, Marcel Wiercichowski).

## Postacie serialu

### Główni bohaterowie
- Gustaw Milski (Cezary Pazura) – kawaler, ok. lat 40; poszukuje kobiety swojego życia
- Jacek Gacuś (Wojciech Błach) – przyjaciel Gustawa

oraz
- Alicja Weber (Aleksandra Nieśpielak) – szefowa Gustawa
- Klaudiusz (Tomasz Sapryk) – przyjaciel Gustawa
- Borys Wasyluk (Marcel Wiercichowski) – kolega Gustawa
- Marta (Katarzyna Kowalik) – dziewczyna Gustawa (I seria)
- Dorota (Edyta Jungowska) – kuzynka Gustawa (II seria)
- Matka Gustawa (Joanna Jędryka; II seria)
- Olaf Milski (Olaf Lubaszenko) – przyrodni brat Gustawa (II i III seria)

### Inne postacie
- Agata (Agnieszka Maksyjan) – koleżanka z biura (I seria)
- Ola (Agnieszka Gibowicz) – dziewczyna z myjni samochodowej (I seria)
- Jola (Marta Kmieciak) – koleżanka Oli (I seria)
- Odeta (Karina Kunkiewicz) – dziennikarka (I seria)
- Suzi (Hanna Piaseczna) – modelka „Blejtrama” (I seria)
- „Blejtram” (Marcin Krawczyk) – sąsiad Gustawa (I seria)
- „Gnat” (Sławomir Sulej) – chłopak Oli (I seria)
- Barman (Marcin Babijczuk) – barman w lokalu Klaudiusza (I seria)
- Ruda (Julia Galewicz; I seria)
- Blondyna (Izabela Skubaja; I seria)
- Przystojniak (Konrad Jałowiec; I seria)
- Lekarka (Agnieszka Marzec; I seria)
- Sąsiad (Bartosz Piekarek; I seria)
- Zuza (Agnieszka Dulęba-Kasza) – asystentka w firmie Gustawa (II i III seria)
- Agata (Dorota Chotecka) – psychoterapeutka (II i III seria)
- Olga Wojnowska „Wenus” (Agnieszka Włodarczyk; III seria)
- Ania (Joanna Kwiatkowska-Zduń) – narzeczona Gacusia (III seria)
- Biegaczka (Magdalena Ogórek)
- „Szpachla” (Katarzyna Radochońska)

## Emisja
- 1 seria: Od 12 września 2003 do 12 grudnia 2003, w piątki o 21:00.
- 2 seria: Od 7 marca 2004 do 13 czerwca 2004, w niedziele o 22:00.
- 3 seria: Od 3 marca 2005 do 16 czerwca 2005, w czwartki o 21:15.

## Lista odcinków wraz z obsadą

### Seria I
| Numer odcinka | Tytuł                                   | Ekipa aktorska w kolejności alfabetycznej |
| ------------- | --------------------------------------- | --- |
| 1             | Magiczna moc stringów                   | Marcin Babijczuk, Wojciech Błach, Julia Galewicz, Agnieszka Gibowicz, Konrad Jałowiec, Marta Kmieciak, Katarzyna Kowalik, Marcin Krawczyk, Karina Kunkiewicz, Agnieszka Maksyjan, Agnieszka Marzec, Aleksandra Nieśpielak, Cezary Pazura, Hanna Piaseczna, Bartosz Piekarek, Tomasz Sapryk, Izabela Skubaja, Sławomir Sulej, Marcel Wiercichowski |
| 2             | Bóstwo z myjni samochodowej             | Marcin Babijczuk, Wojciech Błach, Julia Galewicz, Agnieszka Gibowicz, Konrad Jałowiec, Marta Kmieciak, Katarzyna Kowalik, Marcin Krawczyk, Karina Kunkiewicz, Agnieszka Maksyjan, Agnieszka Marzec, Aleksandra Nieśpielak, Cezary Pazura, Hanna Piaseczna, Bartosz Piekarek, Tomasz Sapryk, Izabela Skubaja, Sławomir Sulej, Marcel Wiercichowski |
| 3             | Włóż lila-róż!                          | Marcin Babijczuk, Wojciech Błach, Julia Galewicz, Agnieszka Gibowicz, Konrad Jałowiec, Marta Kmieciak, Katarzyna Kowalik, Marcin Krawczyk, Karina Kunkiewicz, Agnieszka Maksyjan, Agnieszka Marzec, Aleksandra Nieśpielak, Cezary Pazura, Hanna Piaseczna, Bartosz Piekarek, Tomasz Sapryk, Izabela Skubaja, Sławomir Sulej, Marcel Wiercichowski |
| 4             | Odlot na Łysą Górę                      | Marcin Babijczuk, Wojciech Błach, Julia Galewicz, Agnieszka Gibowicz, Konrad Jałowiec, Marta Kmieciak, Katarzyna Kowalik, Marcin Krawczyk, Karina Kunkiewicz, Agnieszka Maksyjan, Agnieszka Marzec, Aleksandra Nieśpielak, Cezary Pazura, Hanna Piaseczna, Bartosz Piekarek, Weronika Rosati, Tomasz Sapryk, Ewelina Serafin, Izabela Skubaja, Sławomir Sulej, Marcel Wiercichowski, Mirosław Zbrojewicz |
| 5             | Gacuś sam w domu (cz. I)                | Marcin Babijczuk, Wojciech Błach, Julia Galewicz, Agnieszka Gibowicz, Konrad Jałowiec, Marta Kmieciak, Katarzyna Kowalik, Marcin Krawczyk, Karina Kunkiewicz, Izabela Łukomska, Agnieszka Maksyjan, Agnieszka Marzec, Aleksandra Nieśpielak, Henryk Parol, Katarzyna Paskuda, Cezary Pazura, Hanna Piaseczna, Bartosz Piekarek, Weronika Rosati, Tomasz Sapryk, Izabela Skubaja, Małgorzata Socha, Marcel Wiercichowski |
| 6             | Gacuś sam w domu (cz. II)               | Marcin Babijczuk, Wojciech Błach, Julia Galewicz, Agnieszka Gibowicz, Irena Grodecka, Konrad Jałowiec, Marta Kmieciak, Katarzyna Kowalik, Marcin Krawczyk, Karina Kunkiewicz, Agnieszka Maksyjan, Agnieszka Marzec, Aleksandra Nieśpielak, Katarzyna Paskuda, Cezary Pazura, Hanna Piaseczna, Bartosz Piekarek, Weronika Rosati, Tomasz Sapryk, Izabela Skubaja, Małgorzata Socha, Sławomir Sulej, Marcel Wiercichowski |
| 7             | Co mają Szkoci pod kiltem               | Marcin Babijczuk, Wojciech Błach, Jacek Borkowski, Ewa Decówna, Julia Galewicz, Karolina Gamza, Agnieszka Gibowicz, Konrad Jałowiec, Marta Kmieciak, Katarzyna Kowalik, Marcin Krawczyk, Karina Kunkiewicz, Małgorzata Lalowska, Izabela Łukomska, Agnieszka Maksyjan, Agnieszka Marzec, Aleksandra Nieśpielak, Izabela Nowakowska, Cezary Pazura, Hanna Piaseczna, Bartosz Piekarek, Katarzyna Radochońska, Tomasz Sapryk, Izabela Skubaja, Sławomir Sulej, Katarzyna Trzcińska, Daria Welska, Marcel Wiercichowski                                               |
| 8             | Gustaw easy rider                       | Marcin Babijczuk, Wojciech Błach, Julia Galewicz, Agnieszka Gibowicz, Konrad Jałowiec, Katarzyna Jurczyńska, Marta Kmieciak, Katarzyna Kowalik, Marcin Krawczyk, Karina Kunkiewicz, Małgorzata Lalowska, Agnieszka Maksyjan, Agnieszka Marzec, Aleksandra Nieśpielak, Izabela Nowakowska, Cezary Pazura, Hanna Piaseczna, Bartosz Piekarek, Katarzyna Radochońska, Tomasz Sapryk, Izabela Skubaja, Sławomir Sulej, Marcel Wiercichowski |
| 9             | Kąpielówki klasy lux                    | Marcin Babijczuk, Wojciech Błach, Julia Galewicz, Agnieszka Gibowicz, Konrad Jałowiec, Marta Kmieciak, Katarzyna Kowalik, Marcin Krawczyk, Karina Kunkiewicz, Agnieszka Maksyjan, Agnieszka Marzec, Aleksandra Nieśpielak, Cezary Pazura, Hanna Piaseczna, Bartosz Piekarek, Tomasz Sapryk, Izabela Skubaja, Sławomir Sulej, Marcel Wiercichowski |
| 10            | Terapia grupowa                         | Marcin Babijczuk, Wojciech Błach, Kamila Calińska, Julia Galewicz, Agnieszka Gibowicz, Konrad Jałowiec, Marta Kmieciak, Katarzyna Kowalik, Marcin Krawczyk, Karina Kunkiewicz, Agnieszka Maksyjan, Agnieszka Marzec, Aleksandra Nieśpielak, Magdalena Ogórek, Cezary Pazura, Hanna Piaseczna, Bartosz Piekarek, Tomasz Sapryk, Izabela Skubaja, Sławomir Sulej, Daria Weiske, Marcel Wiercichowski |
| 11            | Gustaw sam w domu                       | Marcin Babijczuk, Wojciech Błach, Julia Galewicz, Agnieszka Gibowicz, Ewa Hornich, Konrad Jałowiec, Marta Kmieciak, Katarzyna Kowalik, Marcin Krawczyk, Karina Kunkiewicz, Marcin Kwaśny, Farid Lakhdar, Agnieszka Maksyjan, Agnieszka Marzec, Aleksandra Nieśpielak, Cezary Pazura, Hanna Piaseczna, Bartosz Piekarek, Tomasz Sapryk, Izabela Skubaja, Sławomir Sulej, Krzysztof Szczerbiński, Sławomir Tomczak, Marcel Wiercichowski |
| 12            | Maniana, czyli casting na męża (cz. I)  | Marcin Babijczuk, Wojciech Błach, Julia Galewicz, Agnieszka Gibowicz, Konrad Jałowiec, Marta Kmieciak, Katarzyna Kowalik, Marcin Krawczyk, Karina Kunkiewicz, Farid Lakhdar, Agnieszka Maksyjan, Weronika Marczuk-Pazura, Agnieszka Marzec, Aleksandra Nieśpielak, Cezary Pazura, Hanna Piaseczna, Bartosz Piekarek, Tomasz Sapryk, Izabela Skubaja, Krystyna Starościk-Labuda, Sławomir Sulej, Krzysztof Szczerbiński, Marcel Wiercichowski, Tomasz Wydrzycki |
| 13            | Maniana, czyli casting na męża (cz. II) | Marcin Babijczuk, Wojciech Błach, Ofelia Karolina Cybula, Julia Galewicz, Agnieszka Gibowicz, Konrad Jałowiec, Katarzyna Jurczyńska, Marta Kmieciak, Katarzyna Kowalik, Marcin Krawczyk, Karina Kunkiewicz, Farid Lakhdar, Agnieszka Maksyjan, Weronika Marczuk-Pazura, Magdalena Margulewicz, Agata Marzec, Agnieszka Marzec, Aleksandra Nieśpielak, Cezary Pazura, Hanna Piaseczna, Bartosz Piekarek, Weronika Rosati, Tomasz Sapryk, Izabela Skubaja, Krystyna Starościk-Labuda, Sławomir Sulej, Krzysztof Szczerbiński, Sławomir Tomczak, Marcel Wiercichowski |

### Seria II
| Numer odcinka | Tytuł                              | Ekipa aktorska kolejność alfabetyczna |
| ------------- | ---------------------------------- | --- |
| 14            | Kuzynka Dorota                     | Andrzej Bizoń, Wojciech Błach, Paweł Chochlew, Agnieszka Dulęba-Kasza, Anna Guzik, Aneta Jeznach, Joanna Jędryka, Edyta Jungowska, Dominika Kluźniak, Magdalena Modra, Aleksandra Nieśpielak, Wenanty Nosul, Cezary Pazura, Tomasz Sapryk, Marcel Wiercichowski, Bartosz Wierzbięta, Maciej Wilewski |
| 15            | Odmienna orientacja                | Wojciech Błach, Agnieszka Dulęba-Kasza, Edyta Jungowska, Anna Kaźmierowska, Izabela Łukomska, Aleksandra Nieśpielak, Tomasz Parnachowicz, Cezary Pazura, Radosław Pazura, Daniel Pietrzak, Tomasz Sapryk, Katarzyna Trzcińska, Marcel Wiercichowski, Aleksandra Wiszniowska                          |
| 16            | Romans z debetem                   | Wojciech Błach, Jarosław Domin, Agnieszka Dulęba-Kasza, Mirosław Guzowski, Joanna Jędryka, Edyta Jungowska, Aleksandra Nieśpielak, Cezary Pazura, Tomasz Sapryk, Anita Sokołowska, Marcel Wiercichowski, Maciej Winkler, Marek Wróbel                                                                |
| 17            | Jak kręcić z dziewczynami (cz. I)  | Anna Antonowicz, Wojciech Błach, Karina Ciupok, Agnieszka Dulęba-Kasza, Joanna Jędryka, Anna Mamczur, Joanna Morteńska, Aleksandra Nieśpielak, Cezary Pazura, Joanna Pierzak, Joanna Pietrońska, Tomasz Sapryk, Sabina Śnioch, Marcel Wiercichowski                                                  |
| 18            | Jak kręcić z dziewczynami (cz. II) | Wojciech Błach, Gizella Bortel, Karina Cupok, Ofelia Karolina Cybula, Agnieszka Dulęba-Kasza, Edyta Jungowska, Marcin Krawczyk, Aleksandra Nieśpielak, Cezary Pazura, Joanna Pierzak, Tomasz Sapryk, Marcel Wiercichowski                                                                            |
| 19            | Impotencja                         | Katarzyna Ankudowicz, Wojciech Błach, Anna Maria Buczek, Agnieszka Dulęba-Kasza, Jacek Dzięgiel, Edyta Jungowska, Elżbieta Komorowska, Aleksandra Nieśpielak, Cezary Pazura, Katarzyna Sadowska, Tomasz Sapryk, Marcel Wiercichowski, Magdalena Wójcik                                               |
| 20            | Kłopoty z Dżidżi                   | Stanisław Banasiuk, Wojciech Błach, Agnieszka Dulęba-Kasza, Joanna Jędryka, Marcin Lelek, Kamil Krupicz, Izabela Łukomska, Karolina Matysiak, Aleksandra Nieśpielak, Cezary Pazura, Katarzyna Sadowska, Tomasz Sapryk, Marcel Wiercichowski                                                          |
| 21            | Królowa Francuza                   | Wojciech Błach, Agnieszka Dulęba-Kasza, Joanna Kurowska, Aleksandra Nieśpielak, Cezary Pazura, Tomasz Sapryk, Marcel Wiercichowski, Magdalena Wójcik |
| 22            | Jak zostać artystą w weekend       | Wojciech Błach, Agnieszka Dulęba-Kasza, Joanna Jędryka, Aleksandra Nieśpielak, Cezary Pazura, Katarzyna Sadowska, Tomasz Sapryk, Marcel Wiercichowski, Magdalena Wójcik |
| 23            | Randka z nieznajomą                | Wojciech Błach, Dorota Chotecka, Edyta Duda, Agnieszka Dulęba-Kasza, Teresa Dzielska, Kalina Hlimi-Pawlukiewicz, Edyta Jungowska, Izabela Łukomska, Joanna Misiewska, Kamil Miondlikowski, Aleksandra Nieśpielak, Cezary Pazura, Tomasz Sapryk, Katarzyna Stanisławska, Marcel Wiercichowski         |
| 24            | Aksamitna rewolucja                | Dorota Baranowska, Wojciech Błach, Agnieszka Dulęba-Kasza, Mariusz Jakus, Edyta Jungowska, Wojciech Leonowicz, Aleksandra Nieśpielak, Cezary Pazura, Tomasz Sapryk, Patrycja Szczepanowska, Marcel Wiercichowski, Magdalena Wójcik                                                                   |
| 25            | 40 urodziny                        | Andrzej Bizoń, Wojciech Błach, Agnieszka Dulęba-Kasza, Tadeusz Hanusek, Adrian Igielski, Joanna Jędryka, Elżbieta Jędrzejewska, Edyta Jungowska, Magdalena Kacprzak, Aleksandra Nieśpielak, Cezary Pazura, Andrzej Saar, Tomasz Sapryk, Marcel Wiercichowski                                         |
| 26            | Ideały młodości (cz. I)            | Monika Ambroziak, Wojciech Błach, Olga Bończyk, Agnieszka Dulęba-Kasza, Leszek Fedorowicz, Agnieszka Gibowicz, Edyta Jungowska, Izabela Łukomska, Aleksandra Nieśpielak, Cezary Pazura, Tomasz Sapryk, Helena Sztyber, Marcel Wiercichowski, Magdalena Wójcik                                        |
| 27            | Ideały młodości (cz. II)           | Monika Ambroziak, Wojciech Błach, Olga Bończyk, Agnieszka Dulęba-Kasza, Leszek Fedorowicz, Agnieszka Gibowicz, Edyta Jungowska, Izabela Łukomska, Aleksandra Nieśpielak, Cezary Pazura, Tomasz Sapryk, Helena Sztyber, Marcel Wiercichowski, Magdalena Wójcik                                        |

### Seria III
| Numer odcinka | Tytuł                                     | Ekipa aktorska kolejność alfabetyczna |
| ------------- | ----------------------------------------- | --- |
| 28            | Miłość jest ślepa                         | Izabela Dąbrowska, Wojciech Błach, Maria Góralczyk, Bernard Kierat, Marta Kossakowska, Cezary Pazura, Tomasz Sapryk, Marcel Wiercichowski |
| 29            | Cztery pokoje i kuchnia                   | Wojciech Błach, Dorota Chotecka, Anna Ciepielewska, Agnieszka Dulęba-Kasza, Joanna Kwiatkowska-Zduń, Cezary Pazura, Jerzy Pożarowski, Filip Rojek, Tomasz Sapryk, Marcel Wiercichowski |
| 30            | Po słowie...                              | Wojciech Błach, Dorota Chotecka, Agnieszka Dulęba-Kasza, Joanna Kwiatkowska-Zduń, Cezary Pazura, Katarzyna Sadowska, Tomasz Sapryk, Marcel Wiercichowski |
| 31            | Brat?                                     | Wojciech Błach, Dorota Chotecka, Agnieszka Dulęba-Kasza, Ewelina Falba, Piotr Grabowski, Ludwika Grunwald, Olaf Lubaszenko, Aleksandra Nieśpielak, Cezary Pazura, Tomasz Sapryk, Mariusz Sibiga, Marcel Wiercichowski |
| 32            | Dziewczyna z agencji                      | Wojciech Błach, Dorota Chotecka, Agnieszka Dulęba-Kasza, Teresa Dzielska, Joanna Kwiatkowska-Zduń, Olaf Lubaszenko, Cezary Pazura, Radosław Pazura, Tomasz Sapryk, Marcel Wiercichowski, Magdalena Wójcik |
| 33            | Wenus z Milskim                           | Wojciech Błach, Dorota Chotecka, Jerzy Dukay, Anna Korzeniecka, Joanna Kwiatkowska-Zduń, Cezary Pazura, Tomasz Sapryk, Agnieszka Włodarczyk |
| 34            | Wyprawa na Wenus                          | Dorota Chotecka, Olaf Lubaszenko, Cezary Pazura, Tomasz Sapryk, Marcel Wiercichowski, Agnieszka Włodarczyk |
| 35            | Romans z psycholog                        | Wojciech Błach, Dorota Chotecka, Agnieszka Dulęba-Kasza, Joanna Kwiatkowska-Zduń, Cezary Pazura, Katarzyna Sadowska, Tomasz Sapryk, Marcel Wiercichowski, Agnieszka Włodarczyk |
| 36            | Gustaw Show                               | Wojciech Błach, Dorota Chotecka, Marcin Czerwiński, Agnieszka Dulęba-Kasza, Robert Kwiecień, Olaf Lubaszenko, Michał „Ozi” Ozierow, Cezary Pazura, Magdalena Różczka, Tomasz Sapryk, Marcel Wiercichowski, Agnieszka Włodarczyk |
| 37            | Matka?                                    | Wojciech Błach, Agnieszka Dulęba-Kasza, Joanna Jędryka, Joanna Kwiatkowska-Zduń, Cezary Pazura, Joanna Pietrońska, Tomasz Sapryk, Marcel Wiercichowski, Agnieszka Włodarczyk |
| 38            | Terapia                                   | Wojciech Błach, Małgorzata Bugajska, Tomasz Dedek, Radosław Kaim, Joanna Kwiatkowska-Zduń, Olaf Lubaszenko, Ewa Hornich, Magdalena Margulewicz, Cezary Pazura, Joanna Pietrońska, Tomasz Sapryk, Marcel Wiercichowski, Magdalena Wójcik, Karol Wróblewski                                                                                           |
| 39            | Ślub                                      | Wojciech Błach, Dorota Chotecka, Agnieszka Dulęba-Kasza, Marcin Fabisiak, Marek Grabowski, Joanna Kwiatkowska-Zduń, Michał Lewandowski, Olaf Lubaszenko, Vanessa Nguyen, Aleksandra Nieśpielak, Mirosława Nyckowska, Cezary Pazura, Andżelika Piechowiak, Joanna Pietrońska, Paweł Sanakiewicz, Tomasz Sapryk, Jacek Stefanik, Marcel Wiercichowski |
| 40            | Walentynki, czyli co jest grane? (cz. I)  | Wojciech Błach, Robert Czebotar, Mariusz Drężek, Edyta Duda, Agnieszka Dulęba-Kasza, Bernard Kierat, Aleksandra Nieśpielak, Aldona Orman, Cezary Pazura, Aleksandra Popławska, Tomasz Sapryk, Bartosz Sikorski, Agnieszka Skrzyszewska, Konrad Tomarek, Ewa Tucholska, Agnieszka Wielgosz, Marcel Wiercichowski, Aleksandra Wiszniowska             |
| 41            | Walentynki, czyli co jest grane? (cz. II) | Wojciech Błach, Dorota Chotecka, Robert Czebotar, Edyta Duda, Agnieszka Dulęba-Kasza, Wojciech Grabski, Wojciech Kowman, Roksana Krzemińska, Wojciech Mecwaldowski, Aleksandra Nieśpielak, Cezary Pazura, Aleksandra Popławska, Marcin Sitek (policjant), Magdalena Waligórska, Agnieszka Wielgosz, Aleksandra Wiszniowska, Magdalena Wójcik        |